# Stony Plain (circonscription électorale)
Circonscription électorale provinciale du Canada
Stony Plain est une circonscription électorale provinciale de l'Alberta (Canada), située à l'ouest d'Edmonton. Elle comprend la ville de Stony Plain. Une circonscription qui a été créée avec la naissance de la province en 1905, Stony Plain a été représentée par chaque grand parti politique de l'Alberta dans son histoire. Sa députée actuelle est la néo-démocrate Erin Babcock.

## Liste des députés
| Années | Années          | Député               | Parti politique           |
| ------ | --------------- | -------------------- | ------------------------- |
|        | 1905 - 1909     | John McPherson       | Libéral                   |
|        | 1909 - 1913     | John McPherson       | Libéral                   |
|        | 1913 - 1917     | Condrad Weidenhammer | Conservateur              |
|        | 1917 - 1921     | Frederick Lundy      | Conservateur              |
|        | 1921 - 1926     | Willard Washburn     | United Farmers            |
|        | 1926 - 1930     | Willard Washburn     | United Farmers            |
|        | 1930 - 1935     | Omer Saint-Germain   | United Farmers            |
|        | 1935 - 1939     | William Hayes        | Créditiste                |
|        | 1939 - 1940     | Vacance              | Vacance                   |
|        | 1940 - 1944     | Cornelia Wood        | Créditiste                |
|        | 1944 - 1948     | Cornelia Wood        | Créditiste                |
|        | 1948 - 1952     | Cornelia Wood        | Créditiste                |
|        | 1952 - 1955     | Cornelia Wood        | Créditiste                |
|        | 1955 - 1959     | John McLaughlin      | Libéral                   |
|        | 1959 - 1963     | Cornelia Wood        | Créditiste                |
|        | 1963 - 1967     | Cornelia Wood        | Créditiste                |
|        | 1967            | Cornelia Wood        | Indépendante              |
|        | 1967 - 1971     | Ralph Jesperson      | Créditiste                |
|        | 1971 - 1975     | William Purdy        | Progressiste-conservateur |
|        | 1975 - 1979     | William Purdy        | Progressiste-conservateur |
|        | 1979 - 1982     | William Purdy        | Progressiste-conservateur |
|        | 1982 - 1986     | William Purdy        | Progressiste-conservateur |
|        | 1986 - 1989     | Jim Heron            | Progressiste-conservateur |
|        | 1989 - 1993     | Stan Woloshyn        | Néo-démocrate             |
|        | 1993            | Stan Woloshyn        | Progressiste-conservateur |
|        | 1993 - 1997     | Stan Woloshyn        | Progressiste-conservateur |
|        | 1997 - 2001     | Stan Woloshyn        | Progressiste-conservateur |
|        | 2001 - 2004     | Stan Woloshyn        | Progressiste-conservateur |
|        | 2004 - 2008     | Fred Lindsay         | Progressiste-conservateur |
|        | 2008 - 2012     | Fred Lindsay         | Progressiste-conservateur |
|        | 2012 - 2015     | Ken Lemke            | Progressiste-conservateur |
|        | 2015 - (actuel) | Erin Babcock         | Néo-démocrate             |